# 빌츠주

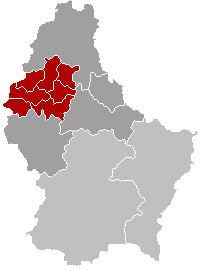
빌츠 주의 위치

빌츠주(룩셈부르크어: Kanton Wolz, 독일어: Kanton Wiltz, 프랑스어: Canton de Wiltz)는 룩셈부르크를 구성하는 12개 주 가운데 하나로, 행정 구역상으로는 디키르히 구에 속한다. 주도는 빌츠이며 면적은 264.55km2, 인구는 12,460명(2005년 기준), 인구 밀도는 47명/km2, 높이는 233~537m이다. 8개 지방 자치체(Boulaide, Esch-sur-Sûre, Eschweiler, Goesdorf, Heiderscheid, Kiischpelt, Lac de la Haute-Sûre, Neunhausen, Wiltz(빌츠), Winseler)를 관할한다.